# 微風東岸
微風東岸（英語：EAST COAST by BREEZE），舊名基隆東岸廣場（Keelung E-Square），是位於臺灣基隆市仁愛區的商場及公共建築，包含位於地下層的基隆市東岸立體停車場。地處基隆市仁二路與愛三路口，鄰近基隆郵局總局及東岸高架橋進出匝道。

## 簡介

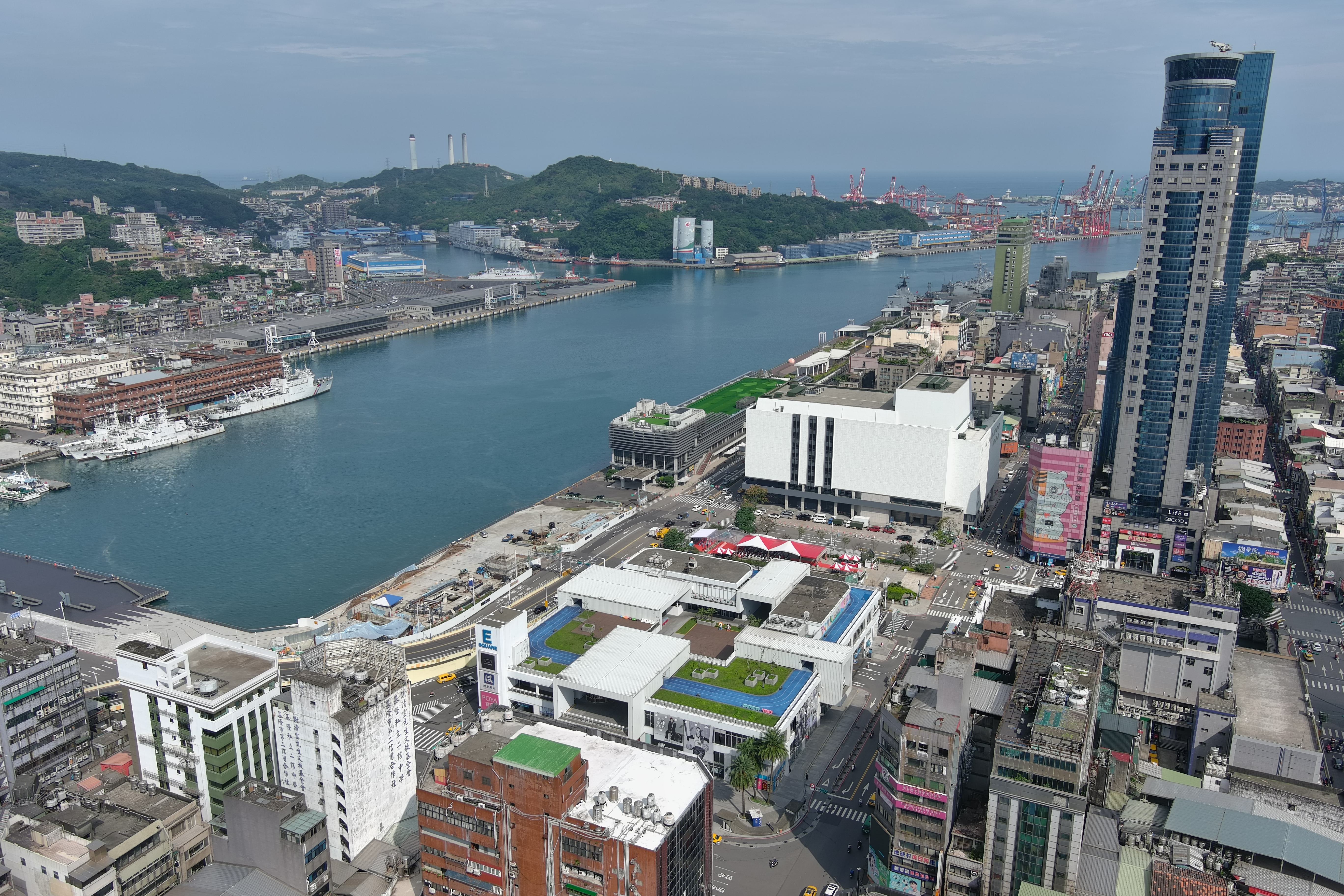
位於基隆港東岸的東岸商場，鄰近基隆文化中心與元邦皇冠商業大樓

此地早年為基隆港水域，後來由基隆港務局填海整平為東岸停車場（港區車輛專用停車場）。東岸停車場在1998年由基隆港務局有償撥用予基隆市政府，2000年8月動工興建為地下4層（公共停車場）、地上1層、加上頂樓廣場（正式名稱為「和平廣場」）之建築物，於2003年10月啟用，佔據著基隆市中心都市景觀重要位置，但後續環境維護不佳，尤以頂樓廣場為甚，被戲稱為「天空競技場」。
2016年，全棟由基隆市政府以OT模式委外予大日開發，大日開發再找來NET服飾母公司主富服飾公司經營；2018年在建築師團隊的建議下NET出資進行整建，且提出四項設計目標：「公共日常化」、「廣場開放性」、「產業活絡化」、「基隆地標」，再造城市的重要節點，創造一個新的立體都市空間，經過整建後變為地上層增建為4層，主要做為商場使用，命名為「基隆東岸廣場」，於2018年2月14日啟用，特許期在2023年底到期。
2024年1月16日，基隆市政府宣布微風集團以ROT模式拿下東岸廣場全棟的經營權，將命名為「微風東岸」，為微風集團在臺北市以外第一個營業據點，特許期最長20年，於同年2月1日完成移交開始營運。

## 地上物產權爭議
接下委外經營的大日開發，將營運管理轉給本土服裝品牌NET（主富服裝），NET出資將東岸廣場2至4樓重新整建及經營，使NET成為該商場的「三房東」。東岸商場整體在2023年重新招標後，NET質疑招標不公，表示將對「大房東」基隆市政府及「二房東」大日開發提起訴訟。
2月1日凌晨，基隆市交通處處長王圳宏等人率領十多名警員，對NET聲稱持有的2至4樓建物進行強制換鎖，商場於該日隨後點交給微風廣場。NET認為基隆市政府沒有法院命令下進行點交屬強行侵入，提起訴訟，控告基隆市長謝國樑與交通處處長王圳宏等人涉及強盜、毀損、無故侵入他人建物等刑事告訴。此舉遭網路與市議員等質疑謝國樑圖利前女友廖曉喬家的微風廣場（剛好完全符合基市府多組底標而遭疑洩漏），但其合約條件明顯不如已被基市府評為優良廠商的NET、對基隆市民與市政府較不利。

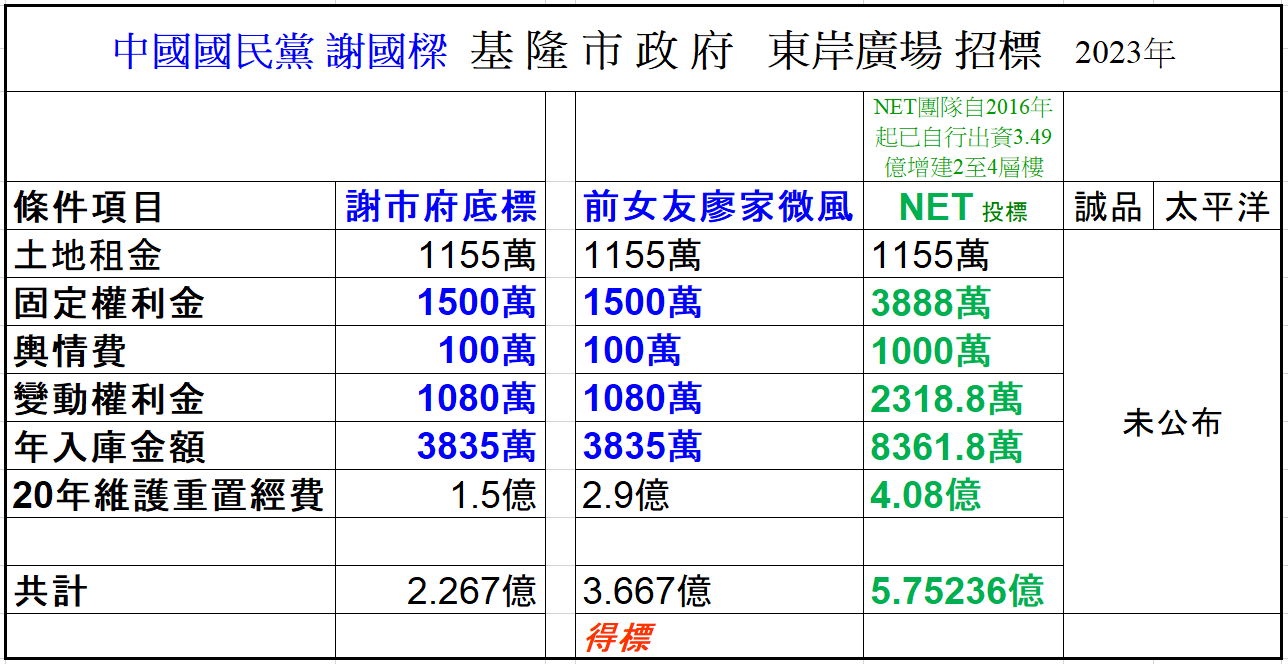
NET於2024年3月公布基隆市政府東岸廣場招標數據

基隆市政府事後表示，府方自認擁有該區所有權，在張貼公告後自行依約收回產權實屬「正當行使公權力」，認為NET的指控不符合法律構成要件，將對涉訟的府方公務員提供必要的法律協助。

## 建築獎項
2018年中華民國財政部第16屆公共建設金擘獎。2019年臺灣建築獎首獎。2019年11月11日臺灣建築獎公布結果，基隆東岸廣場促參案在177件參賽作品中拿下首獎。

## 照片集

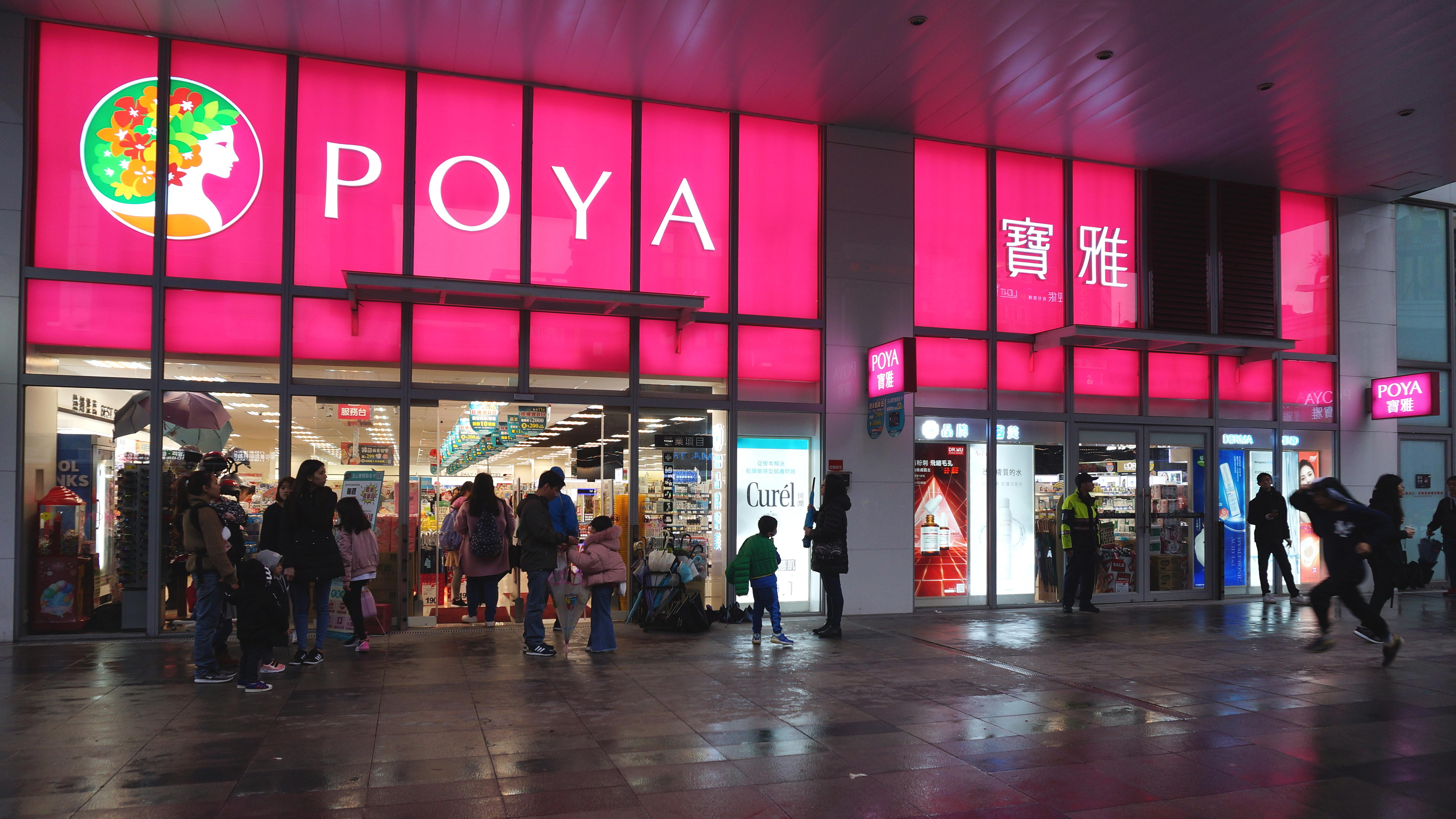
寶雅生活館基隆東岸店
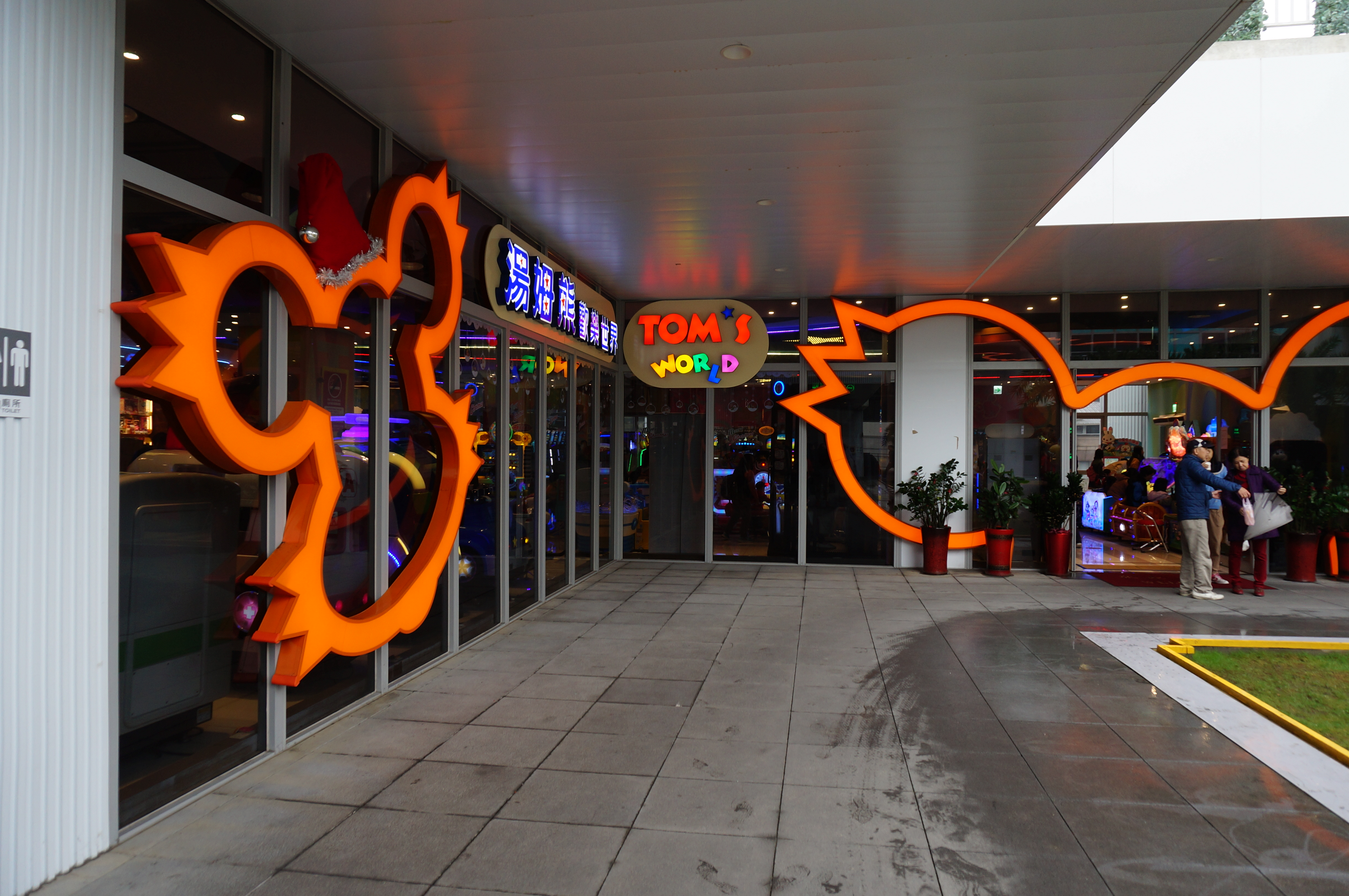
東岸廣場三樓中庭，湯姆熊歡樂世界基隆東岸店
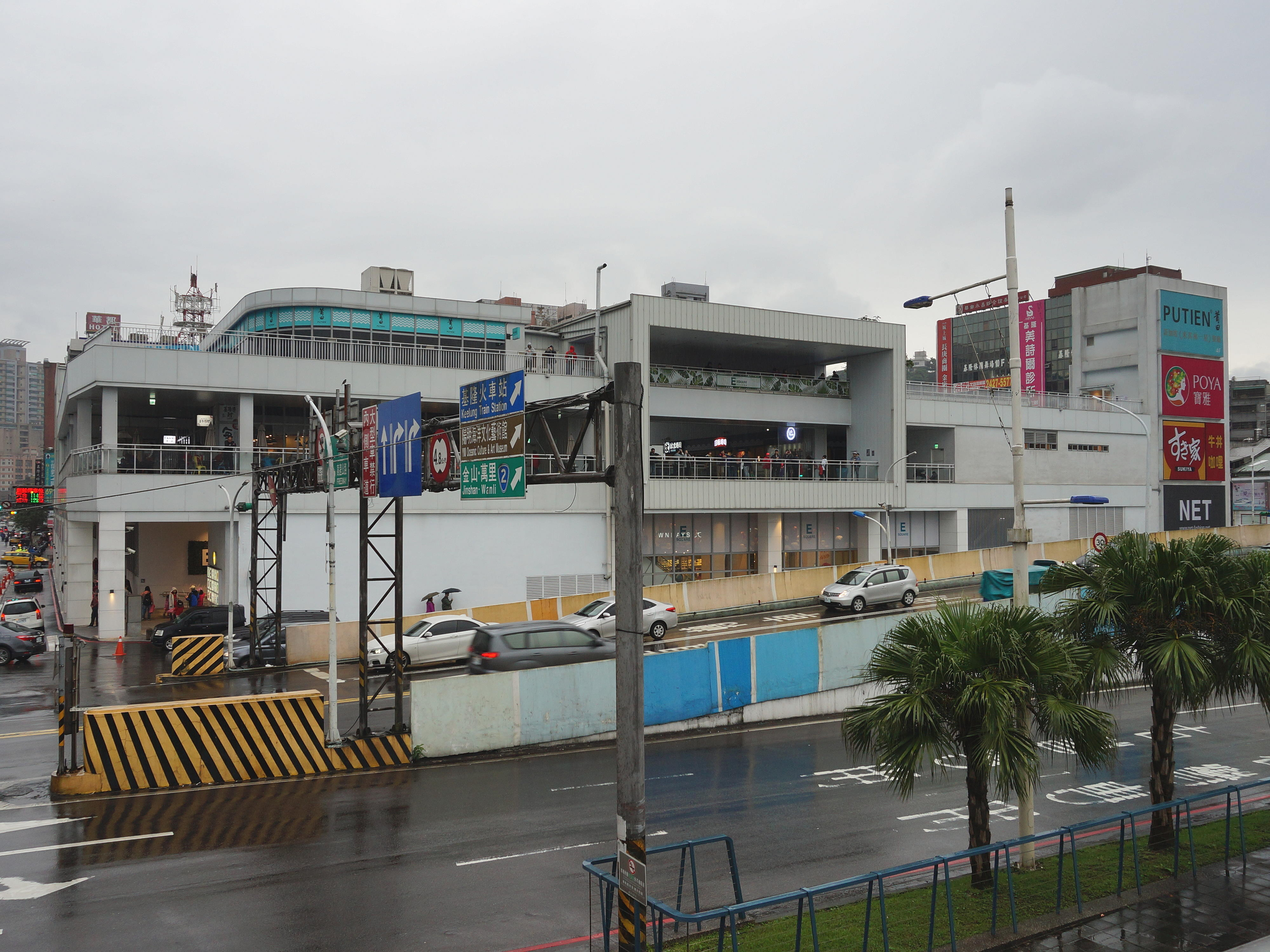
東岸廣場與東岸高架橋匝道
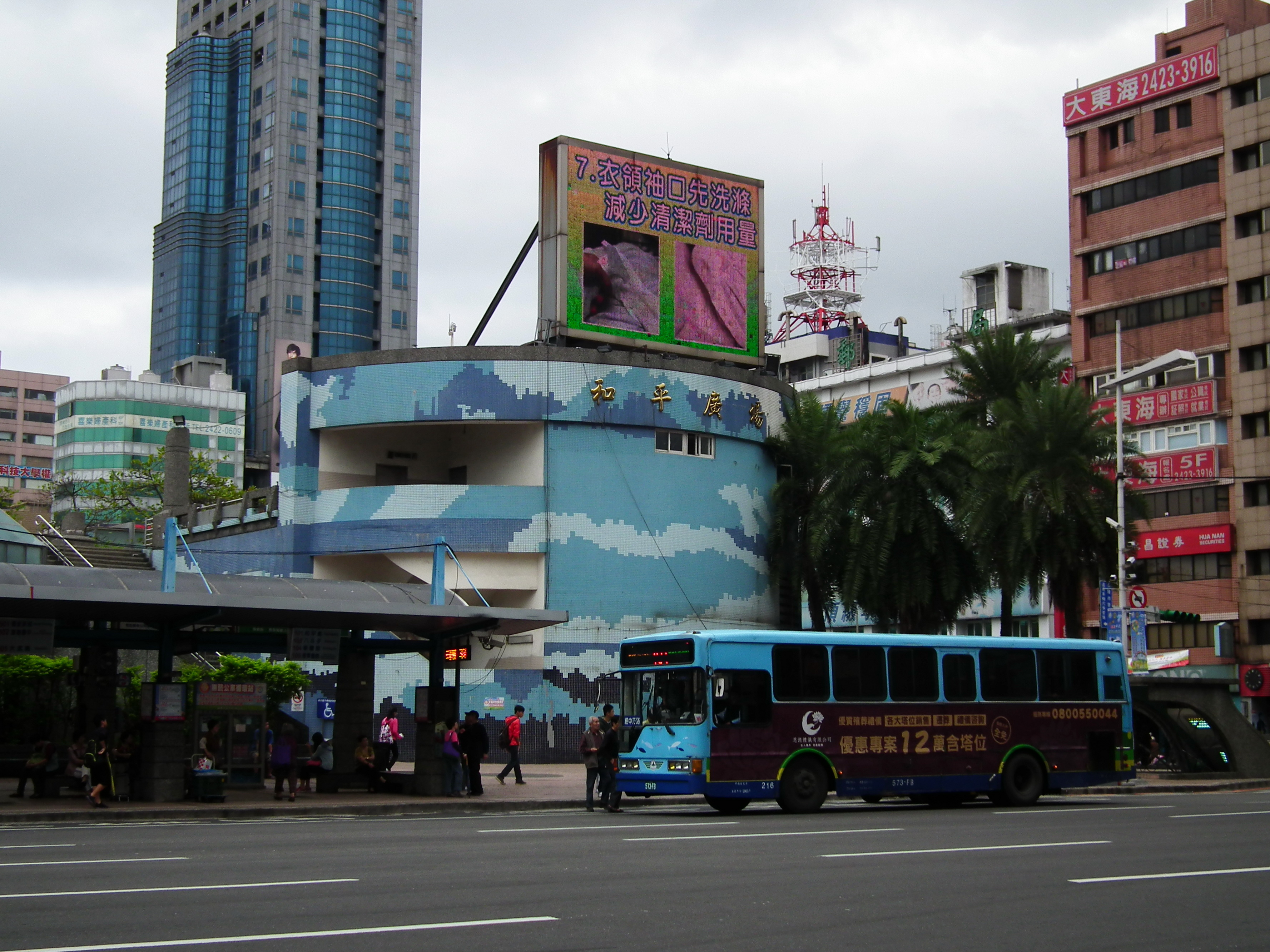
東岸廣場舊貌（和平廣場）
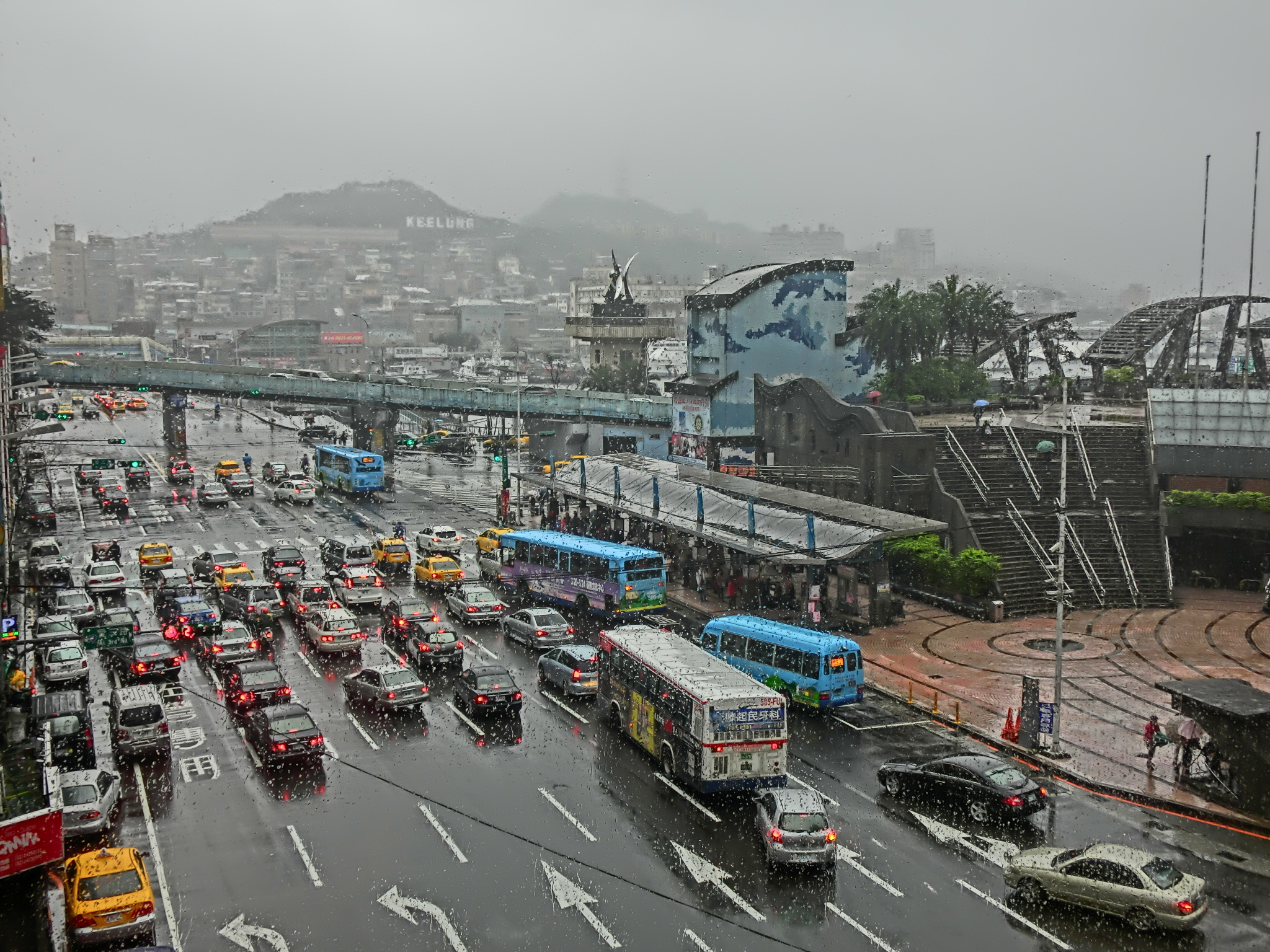
東岸廣場舊貌（和平廣場）

## 外部連結
- （繁體中文）（英文）微風東岸官方網頁 （页面存档备份，存于）
- 微風東岸的Facebook專頁